# Sverre Haugli
Sverre Ingolf Haugli (Jevnaker, 23 aprile 1925 – Jevnaker, 18 ottobre 1986) è stato un pattinatore di velocità su ghiaccio norvegese.

## Palmarès

### Olimpiadi invernali
- Bronzo a Oslo 1952 nei 5000 metri.

### Europei - Velocità
- Bronzo a Helsinki 1952 nel programma completo.